# Das Phantom von Soho
Das Phantom von Soho («El fantasma de Soho» en español) es una película de suspenso de Alemania Occidental de 1964 dirigida por Franz Josef Gottlieb y protagonizada por Dieter Borsche, Barbara Rütting y Hans Söhnker. Se basó en una novela de Bryan Edgar Wallace y formó parte de un gran grupo de thrillers ambientados en Gran Bretaña y realizados en Alemania en ese momento, muchos de ellos adaptados de las obras del padre de Wallace, Edgar Wallace.
Se rodó en los estudios Spandau de Berlín y en locación en Londres. Los decorados de la película fueron diseñados por los directores de arte Hans Jürgen Kiebach y Ernst Schomer.

## Reparto
- Dieter Borsche como el inspector jefe Hugh Patton.
- Barbara Rütting como Clarinda Smith.
- Hans Söhnker como Sir Philip.
- Peter Vogel como sargento Hallam.
- Helga Sommerfeld como Corinne Smith.
- Werner Peters como Dr. Dalmer.
- Hans Nielsen como Lord Harold Malhouse.
- Stanislav Ledinek como Gilard, director del club.
- Otto Waldis como William B. Clover, hombre con marca de nacimiento.
- Hans W. Hamacher como el Capitán Muggins.
- Emil Feldmann como Papa Red.
- Harald Sawade como Charlie.
- Kurt Jaggberg como Jussuf.
- Elisabeth Flickenschildt como Joanna Filiati.